# Вашкевич, Руслан Петрович
Руслан Вашкевич (род. 12 февраля 1966, Минск) — представитель белорусского актуального искусства, художник, куратор.

## Биография
Родился в 1966 году в Минске.
В 1984 году окончил Республиканскую школу-интернат по музыке и изобразительному искусству (Гимназия-колледж искусств имени И. О. Ахремчика).
В 1992 году — Белорусский государственный театрально-художественный институт (Белорусскую государственную Академию искусств), отделение монументально-декоративного искусства, курс Гавриила Ващенко.
После защиты диплома получил приглашение на полугодовую стажировку в Ганновер, Германия.
Эту поездку до сих пор считает определившей дальнейший творческий путь. «Я смог увидеть своими глазами, что происходит в современном искусстве Европы. Погрузился в нормальный, правильный контекст».
Позже стажировался во Франции (резиденция/ Cite Internationale des Arts, Paris/ 1999, 2007) и в Швейцарии (резиденция/стипендия/ Kunstlerhaus Boswil/ 2001).
Участник художественных выставок с 1989 года.
Персонально выставлялся в Минске, Москве, Амстердаме, Бейруте, Гранаде, Чикаго, Таллине, Риме, Париже, Киеве.
Отдельные работы и серии художника были представлены в таких значимых коллективных проектах как «Bel-Art-Tranzit» (Москва, 1996), «Арт-Конституция» (Москва, 2003), «Balota Empire» (Киев, 2005), «Gender Check» (Вена-Варшава, 2009—2010), «Opening the Door? Belarusian Art Today» (Вильнюс-Варшава, 2010—2011)
С 1995 года — член Белорусского союза художников.
В 2005 году был среди первых представлявших Национальный павильон Республики Беларусь на 51 Венецианской Биеннале.
Несмотря на пристальное внимание к своему творчеству из-за рубежа, жить и работать считает правильным в Минске.
С 2016 по 2023 год работал вместе с Алиной Савченко.
В настоящее время сотрудничает с 11.12 GALLERY (Россия, Москва, ЦСИ Винзавод).

## Авторский метод
Руслан Вашкевич быстро оставил академическую манеру, а затем и постмодернистские заигрывания со зрителем. С тех пор симпатии аудитории его интересуют меньше, художник начинает бороться с пространством, будь то консервативная государственная институция, маргинальные территории, белорусская провинция, чистая метафизика и зрительные иллюзии или театральная сцена.
Осознавая, что в постсоветской и, казалось бы, независимой Белоруссии нет внятного художественного контекста, Вашкевич берётся создавать его сам
Кураторская работа интересует художника не меньше, хотя автор в таком случае остаётся в стороне. Результатами такого своеобразного «социального реализма» стали, к примеру, альтернативный Белорусский павильон 53-й Венецианской биеннале (БелЭкспо, Минск, 2009), художественно-аналитический проект «Радиус нуля. Онтология арт-нулевых» (2012), критическо-ностальгически-образовательный проект «Парнат» (2014), хулиганская акция «Северный Полигон» (2016).
В арт-бандитизме Вашкевича действительно не обвинял только мёртвый критик. Однако за каждой провокацией стоит целое исследование, методичный расчет и работа профессионального конфликтолога. В белорусском современном искусстве задавать откровенные вопросы все ещё не принято — Руслан Вашкевич один из немногих, кто умудряется ещё и отвечать на них.
Одна из центральных проблем, которая занимает художника — это проблема взгляда, оптики, зрения.

## Выставки и проекты Руслана Вашкевича

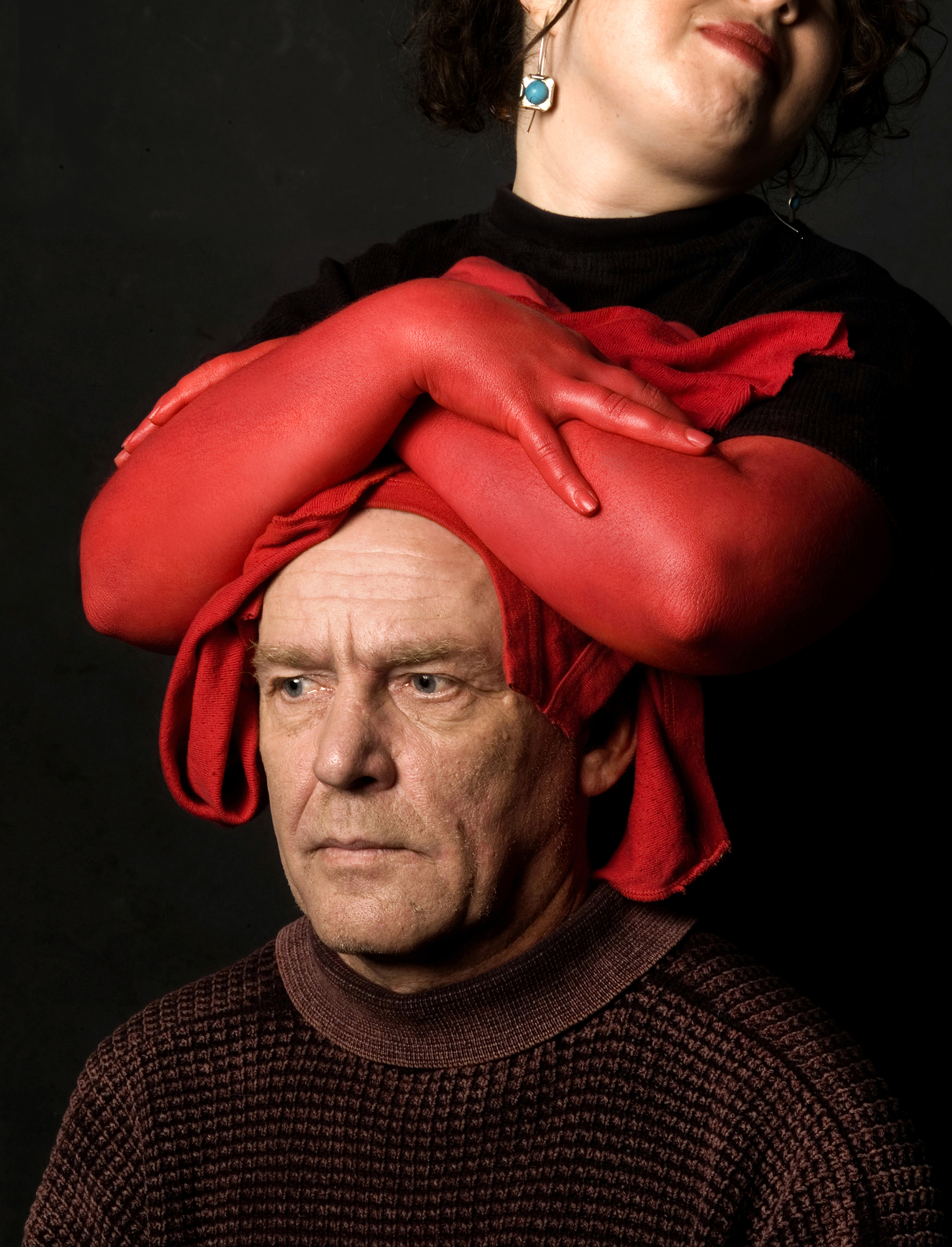
Руслан Вашкевич. Мужчина в красном тюрбане, 2008

### Основные персональные выставки и проекты
2019
Церемония «Вторые Ворота», минский крематорий, Белоруссия.
2018
Проект «Павильон» в рамках международного фестиваля Арт-Минск, Дворец Искусств, Минск, Белоруссия.
«Толерантность» («Бог Резни»), Национальный академический театр Янки Купалы, Минск, Белоруссия.
Проект массового раскрепощения «На глоток свежего воздуха», краудфандинговая платформа «Талака», Белоруссия.
Открытый образовательный проект, цикл лекций «Вызов и Неповиновение», Полоцк, Могилёв, Гродно, Гомель, Витебск, Брест, Минск, Белоруссия.
2017

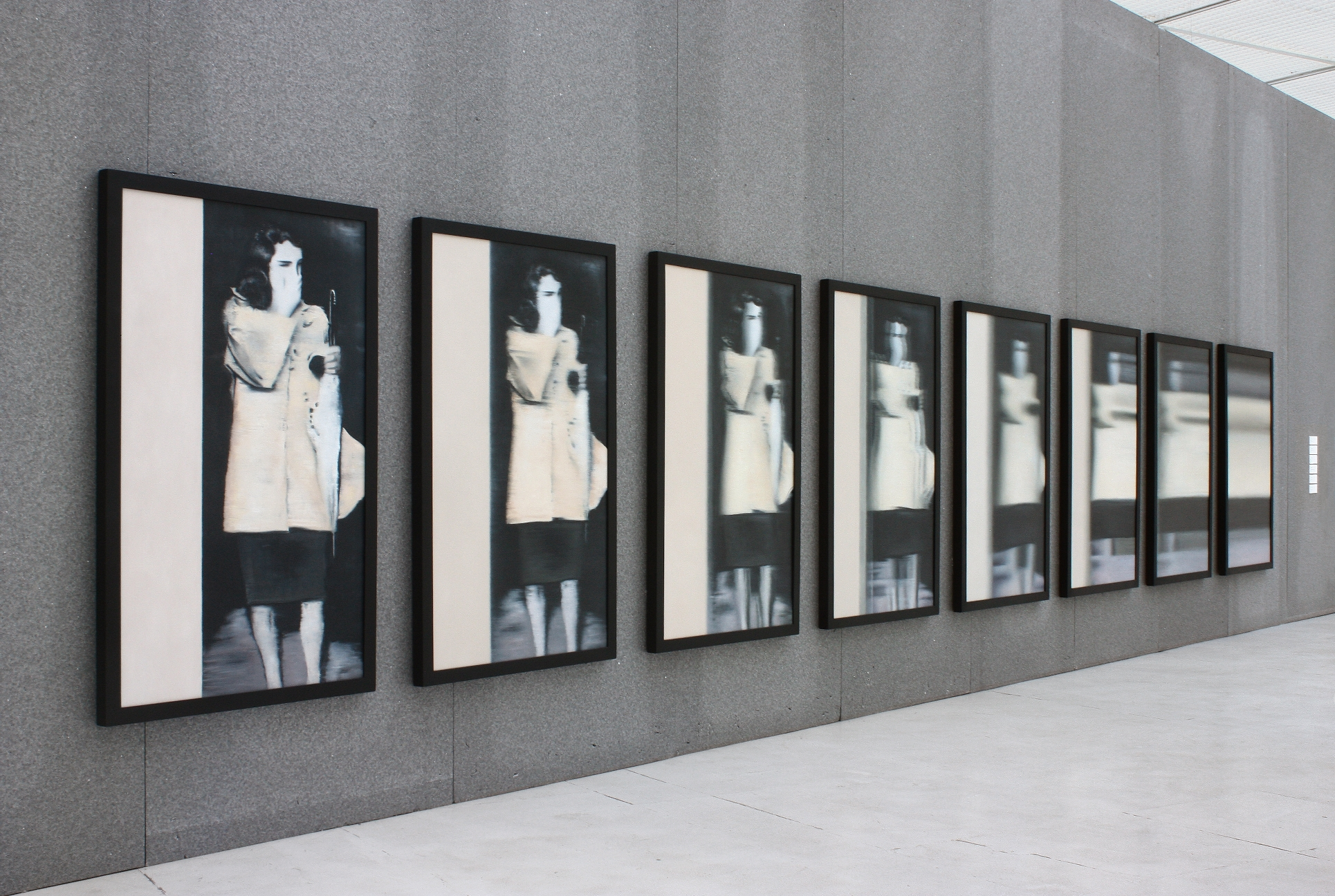
Руслан Вашкевич. Шкала Рихтера, 2010

Проект «Проходи Мимо!» (в рамках 7 Московской биеннале), галерея 11.12, ЦСИ Винзавод, Москва, Россия
«Школа Налогоплательщиков», Национальный академический театр Янки Купалы, Минск, Белоруссия.
Антихудожественное участие в 57 Венецианской биеннале — нелегальный проект «Проходи мимо!»  .
2016

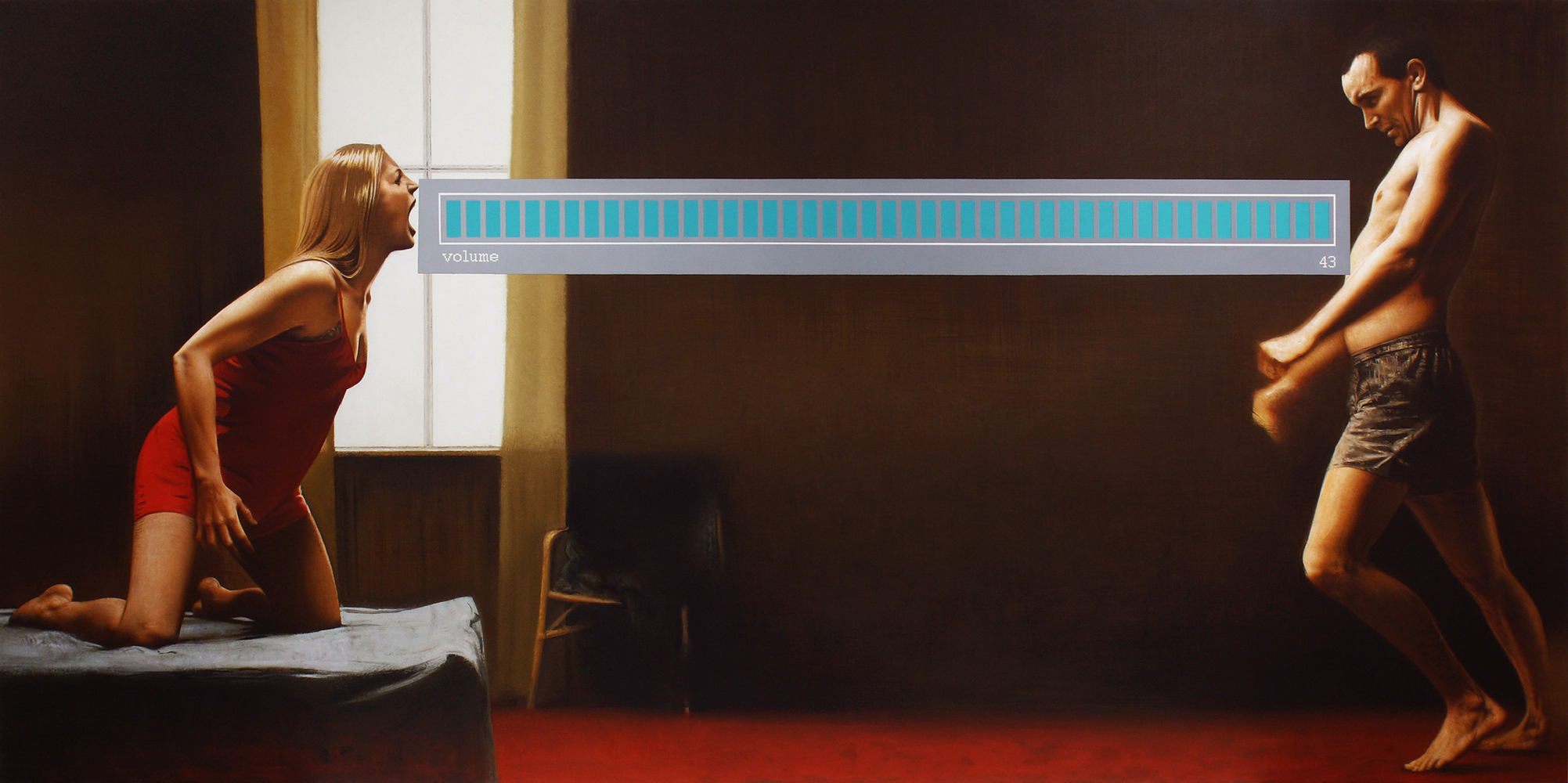
Руслан Вашкевич. Красавец мост, 2010

«Канал Культура», галерея Дом Картин, Минск, Белоруссия.
Футуристическая опера «Победа над Солнцем», здание УНОВИС, Витебск, Белоруссия.
«Конь в Пальто», Музей сохраненных художественных ценностей, Брест, Белоруссия.
«Северный Полигон», городская мусорная свалка, Минск, Белоруссия.
2015

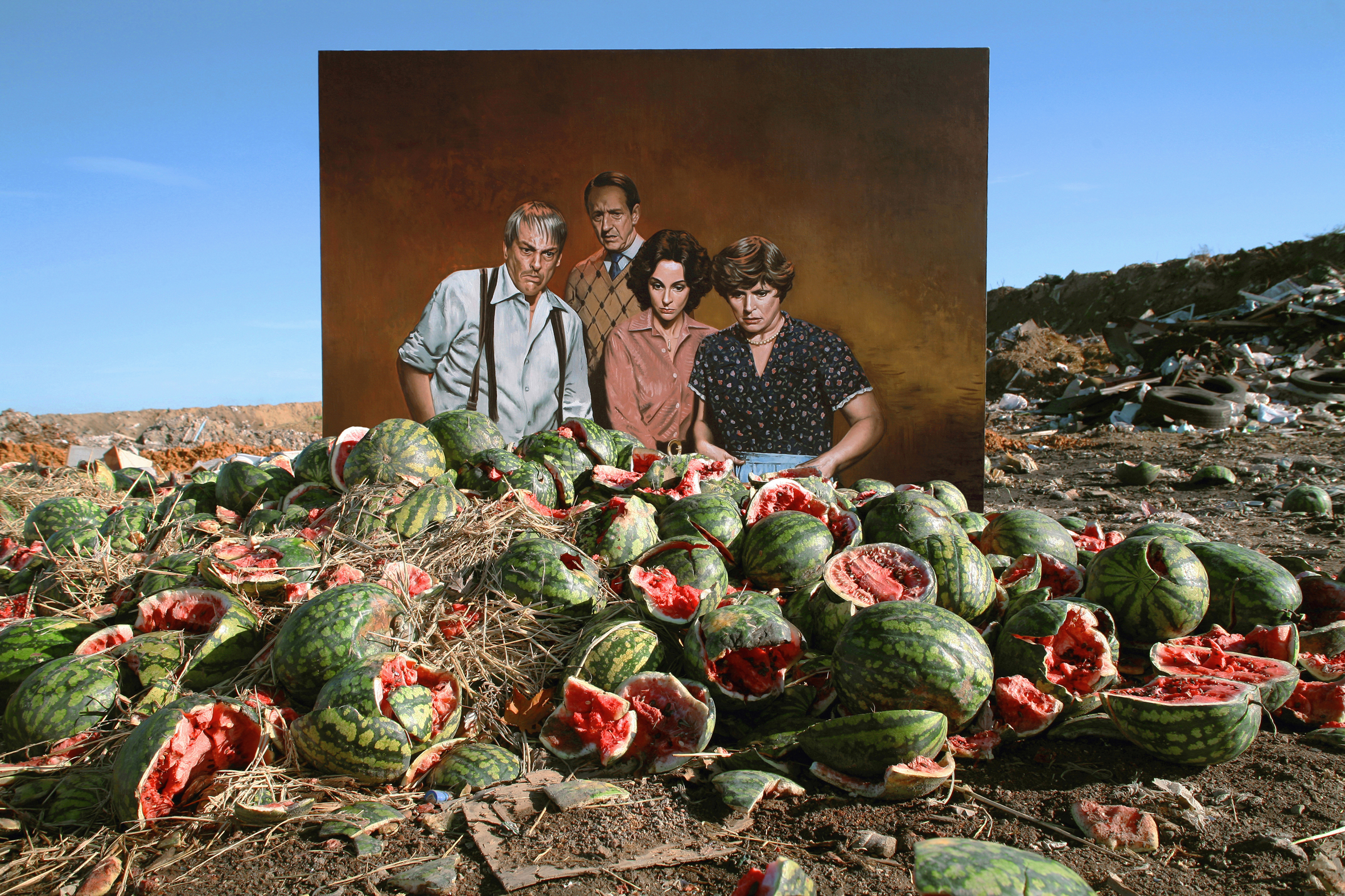
Руслан Вашкевич. Не смотря ни на что. 2013—2014

«Не смотря ни на что», 11.12 GALLERY, Москва, (ЦСИ Винзавод), Россия
«Кульпролет», Полоцкая картинная галерея, Полоцк/ ВЦСИ, Витебск, Белоруссия.
2014

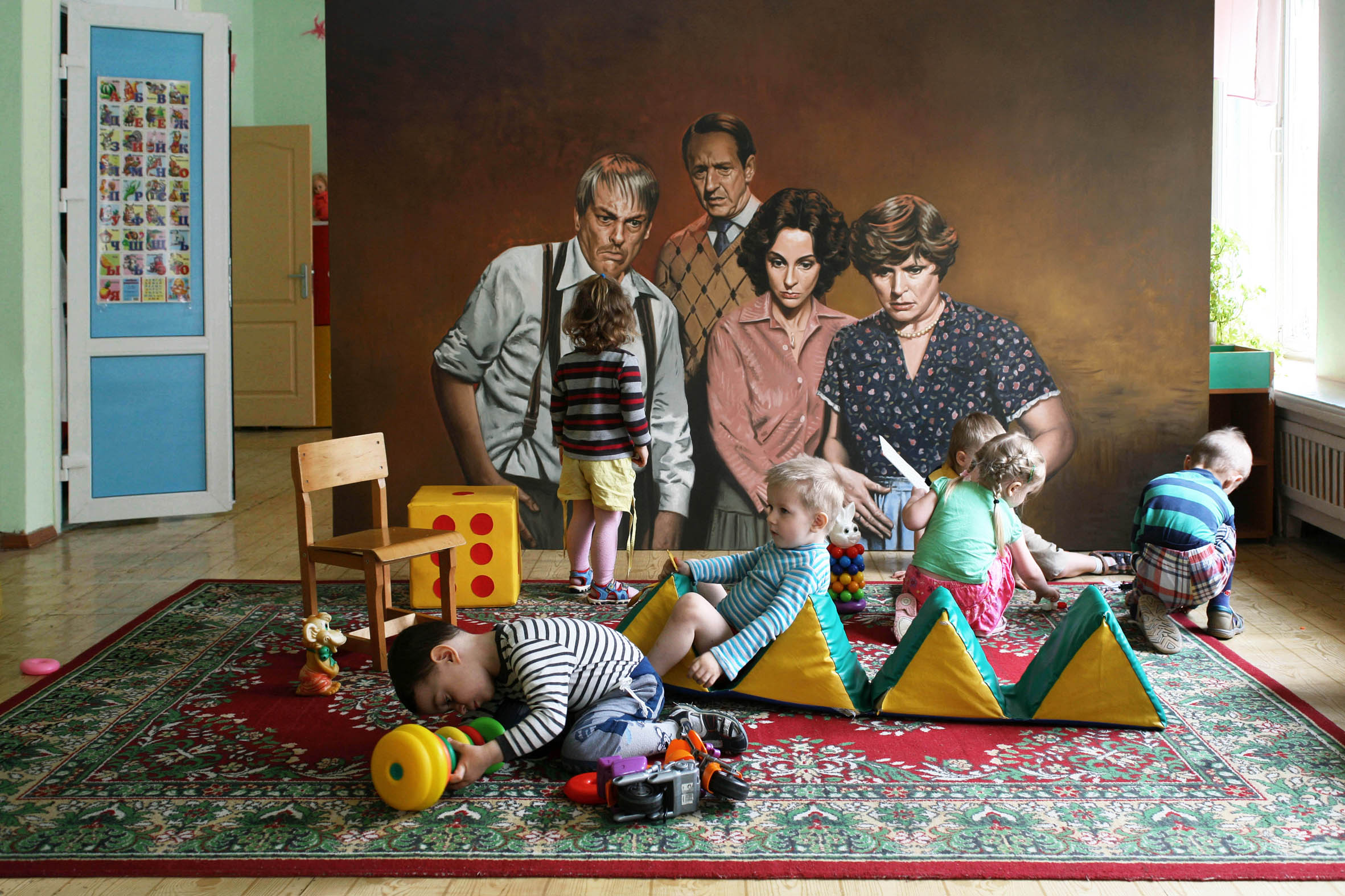
Руслан Вашкевич. Не смотря ни на что. 2013—2014

«Не смотря ни на что», Национальный художественный музей, Минск, Белоруссия.
«Иди и Смотри», Дворец Румянцевых-Паскевичей, Гомель, Белоруссия.
2012

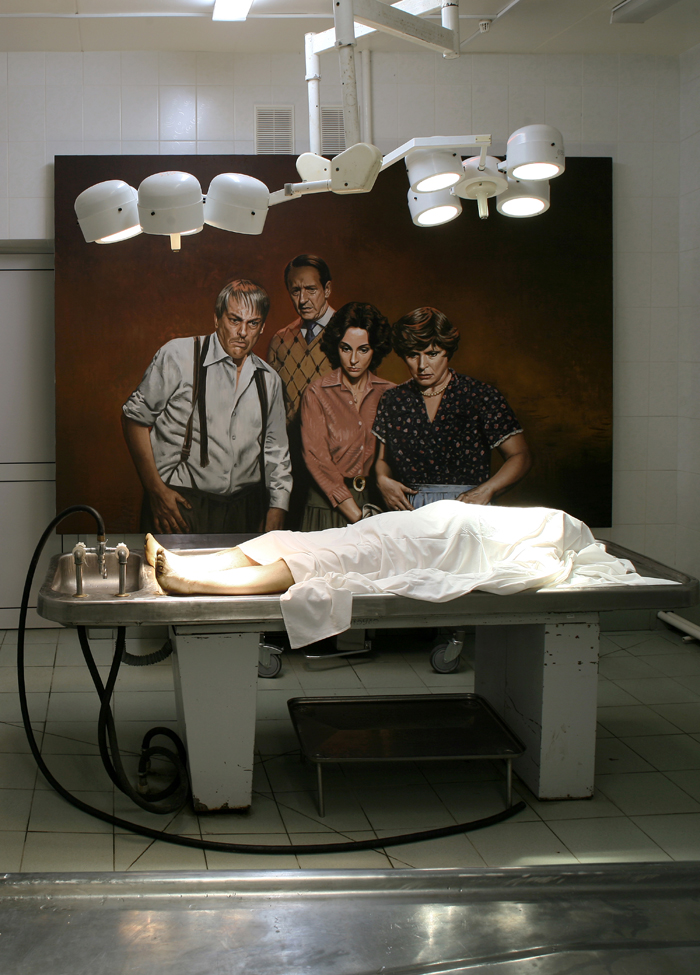
Руслан Вашкевич. Не смотря ни на что. 2013—2014

«New Retrospective», Q-contemporary gallery, Ayyam Gallery, Бейрут, Ливан
2011
Проект «Музей», Национальный художественный музей РБ, Минск, Белоруссия.
2010

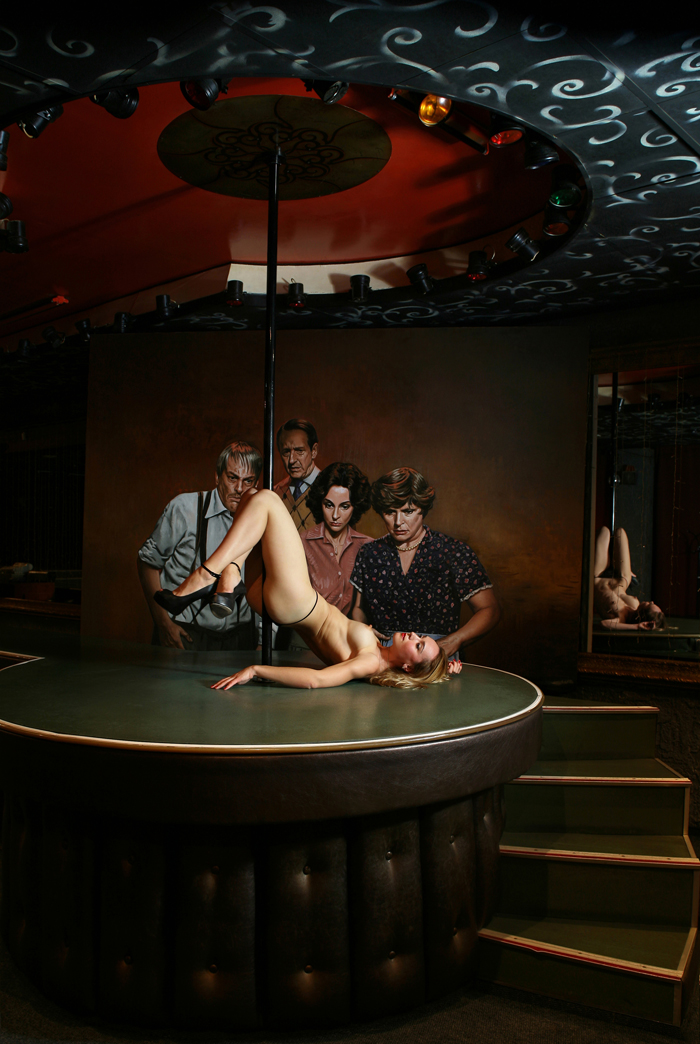
Руслан Вашкевич. Не смотря ни на что. 2013—2014

«Шкала Рихтера», «Ў» галерея, Минск, Белоруссия.
2009
«М&Ж», музей нового искусства, Пярну, Эстония
2008
«Рифмы», галерея Подземка, Минск, Белоруссия.
2007
«Parade of Planets», De Twee Pauwen gallery, Den Haag, Голландия
«Конец Света», галерея Коллекция, Киев, Украина
«RW++++», Национальный музей истории и культуры, Минск, Белоруссия.
2006
«Преступление в Раю», галерея Коллекция, Киев, Украина
«ХЭ», Музей современного искусства, Минск, Белоруссия.
2005
Полоцкая картинная галерея, Полоцк, Белоруссия.
2004
Museum of Musical Instruments, Roma, Италия
2003
«Handy-Mandy», Жилбел галерея, Минск, Белоруссия/ Royden Prior gallery, Windsor, Eton, Великобритания
De Twee Pauwen gallery, Den Haag, Голландия
2002
Проект «Дом-музей Ван Гога», Terra des Homes gallery, Минск, Белоруссия.
2001
«Force Majeure», Vaal gallery, Tallinn, Эстония/ Royden Prior gallery, Windsor, Eton, Великобритания
«Kunstlishe Atmung», Goldenes Kalb gallery, Aarau, Швейцария
1999
«Пять времен года», Европейский гуманитарный университет, Минск, Белоруссия.
1998
«Second Second Hand», Pieter Breughel gallery, Amsterdam, Голландия

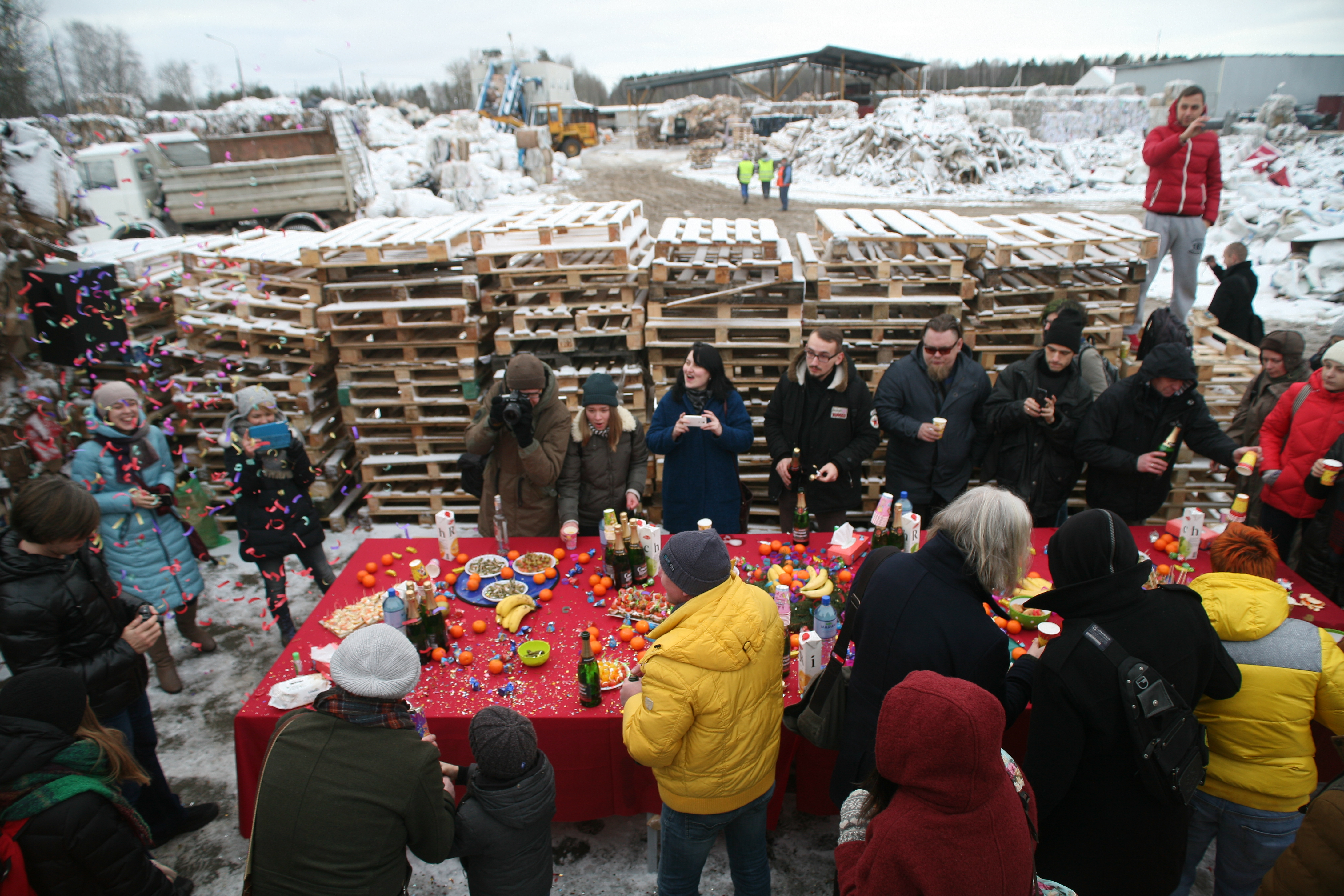
Руслан Вашкевич. Северный Полигон, 2016

1996
«Second Hand», ЦДХ, Москва, Россия

### Коллективные выставки и проекты
2019
«Игры», Национальный художественный музей РБ, Минск, Белоруссия.
2017
«The Return of Memory», Art Centre HOME, Manchester, United Kingdom
2015
Арт Майами, США, Нью-Йорк
2014
«Парнат», Национальный исторический музей, Минск, Белоруссия.
2013
«Finissage», Октябрьская площадь, Минск, Белоруссия.
«Приглашение к обеду», Государственный Русский музей, Санкт-Петербург, Россия
2012
«Радиус Нуля», завод Горизонт, Минск, Белоруссия.
Триеннале современного искусства, БелЭкспо, Минск, Белоруссия.
2011
«Она не может сказать НЕБО», Арт-Вильнюс, ЛитЭкспо, Вильнюс, Литва

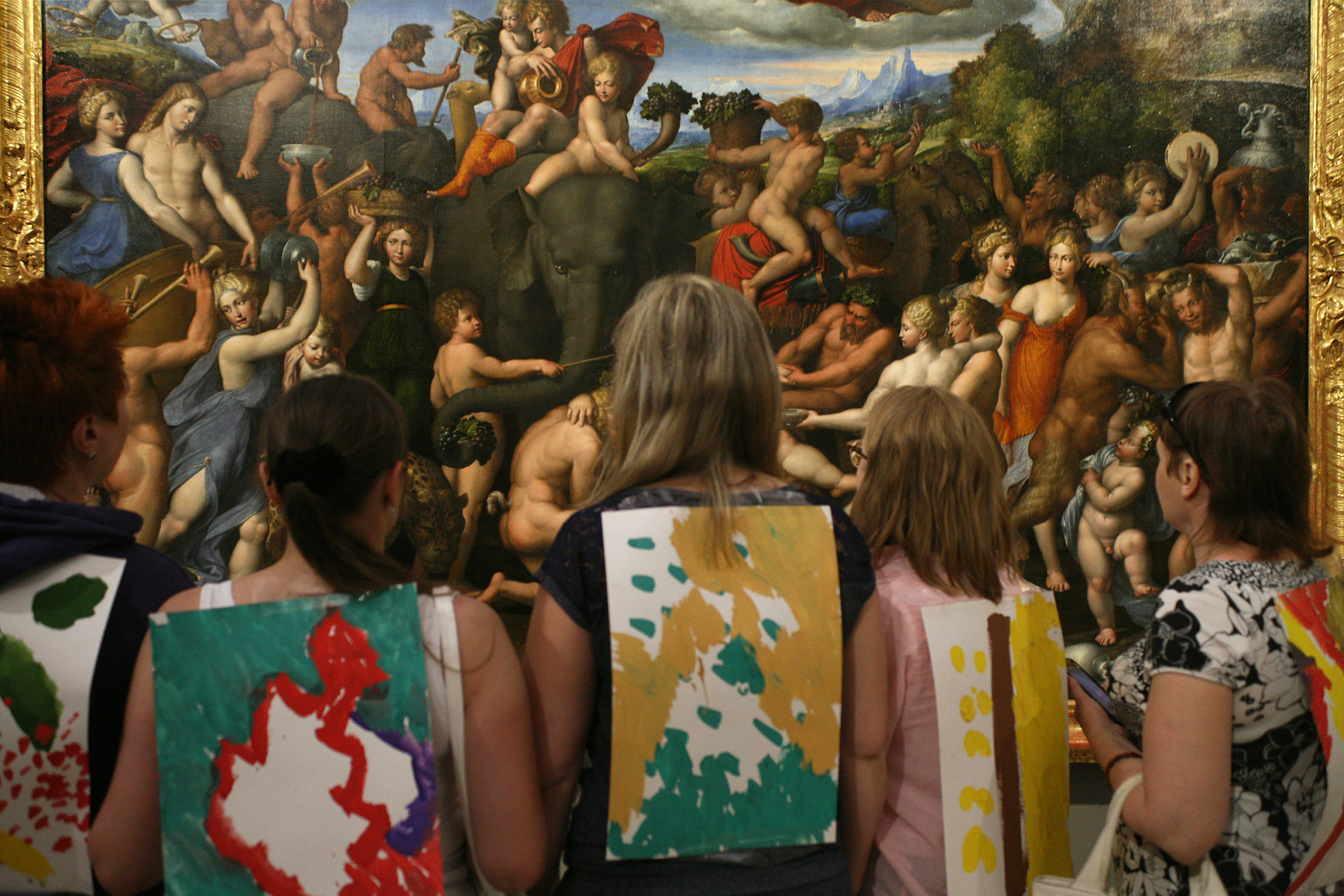
Руслан Вашкевич. Проходи мимо! 2017

«Opening the Door? Belarusian Art Today», Zacheta gallery, Варшава, Польша
«Космическая Одиссея», Арсенал, Киев, Украина
2010
«Opening the Door? Belarusian Art Today», Центр современного искусства, Вильнюс, Литва
2009
«Иллюзия, фальсификация, реальность», галерея Академии Искусств, Минск, Белоруссия.
«Gender Check», MUMOK, Вена, Австрия
2008
«Ost Lockt / East Up», Romerapotheke gallery, Цюрих, Швейцария
«Неизвестная Россия», Museum of Contemporary Russian Art, Нью-Йорк, США
2007

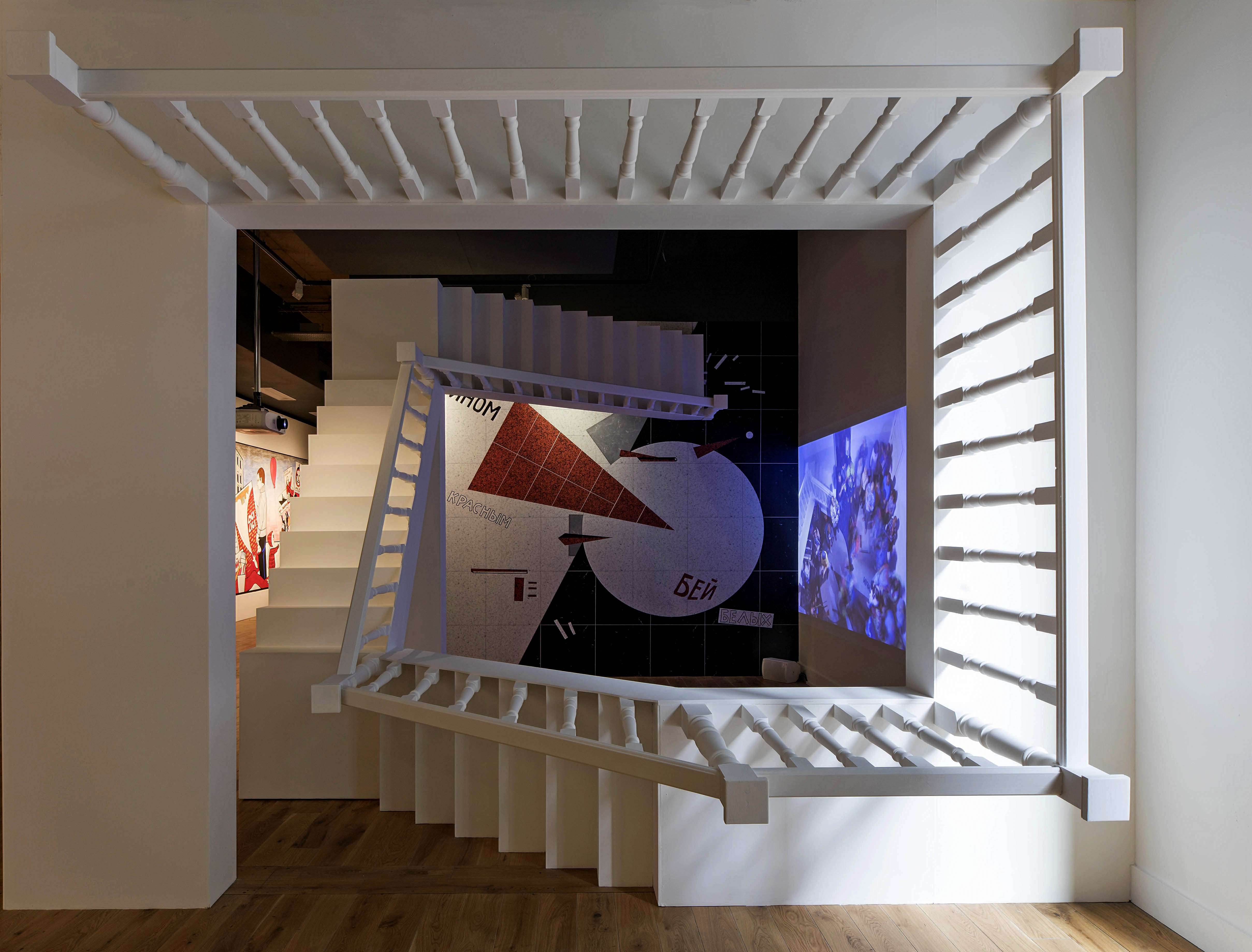
Руслан Вашкевич. Победа над солнцем, 2017

«Новый Ангеларий», Московский музей современного искусства, Москва, Россия
«Социа», Kunstihoone, Таллинн, Эстония
«Арт-Киев», Арсенал, Киев, Украина
«Litara», Гёте институт, Минск, Белоруссия.
14-th Vilnius Painting Triennial «False Recognition», Contemporary Art Centre (CAC), Вильнюс, Литва
«Cinematograf — 4» , музей Марка Шагала, Витебск, Белоруссия.
«Gender Check», Zacheta gallery, Варшава, Польша
2006
Art Madrid, Madrid, Испания
2005
51 Венецианская Биеннале, Венеция, Италия
Арт-Москва, ЦДХ, Москва, Россия
«Balota Empire», Центр современного искусства, Киев, Украина
2004
«Modern Art from Belarus», CC 22 gallery, Madrid, Испания/ Museum of Contemporary Art, Almelo, Голландия
2003
«Арт-Конституция», Московский музей современного искусства, Москва, Россия
Pierre-Cardin art centre, Paris, Франция
2001
«Vorwiegend heiter», Kunstlerhaus Boswil, Швейцария
2000
«Испанская партия», Музей современного искусства, Минск, Белоруссия.
«Second Second Hand», ЦДХ, Москва, Россия
1999
«Герои», Новый Манеж, Москва, Россия
1997
«Мир чувственных вещей в картинках — конец XX века», ГМИИ им. Пушкина, Москва, Россия
1996
«Bel-Art-Tranzit», ЦДХ, Москва, Россия
1995
«На галерее», Национальный художественный музей РБ, Минск, Белоруссия.

### Кураторские проекты
2017
Антихудожественное участие в 57 Венецианской биеннале — нелегальный проект «Проходи мимо!»
2016
Футуристическая опера «Победа над Солнцем», здание УНОВИС, Витебск, Белоруссия.
2014
«Парнат», Национальный музей истории и культуры РБ, Минск, Белоруссия.
2013
«Финисаж», Октябрьская площадь, Минск, Белоруссия.
2012
«Радиус Нуля», завод Горизонт, Минск, Белоруссия.
2009
Белорусский павильон 53 Венецианской биеннале, БелЭкспо, Минск, Белоруссия.
2000
«Испанская партия», Музей современного искусства, Минск, Белоруссия.
«Second Second Hand», ЦДХ, Москва, Россия
1999
«Опытное поле», Галерея ЕГУ, Минск, Белоруссия.

## Работы находятся в коллекциях
- Национальный художественный музей РБ, Минск, Беларусь
- Музей современного искусства РБ, Минск, Беларусь
- Музей современного русского искусства, Нью-Йорк, США
- Московский музей современного искусства, Москва, Россия
- Музей нового искусства, Пярну, Эстония